# Serbie-et-Monténégro aux Jeux olympiques d'été de 2004
La Serbie-et-Monténégro participe aux Jeux olympiques d'été de 2004 à Athènes. Elle y remporte deux médailles : deux en argent, se situant à la 61e place des nations au tableau des médailles. Le basketteur Dejan Bodiroga est le porte-drapeau d'une délégation comptant 85 sportifs (78 hommes et 7 femmes). Il s'agit de la seule participation de la Serbie-et-Monténégro aux Jeux olympiques d'été. Auparavant, les athlètes concouraient sous la bannière de la Yougoslavie et aux Jeux d'été suivants, sous les bannières séparées de la Serbie et du Monténégro. 

## Bilan général
La Serbie-et-Monténégro a remporté 2 médailles (2 en argent) lors de ces Jeux olympiques d'été de 2004. Avec ce score, le pays se situe à la 61e place des nations au tableau des médailles. Les athlètes ont participé à 39 compétitions dans 14 sports.
| Sport      | Médaille d'or, Jeux olympiques | Médaille d'argent, Jeux olympiques | Médaille de bronze, Jeux olympiques | Total |
| Tir        | 0                              | 1                                  | 0                                   | 1     |
| Water-polo | 0                              | 1                                  | 0                                   | 1     |
| Total      | 0                              | 2                                  | 0                                   | 2     |

### Liste des médaillés
| Médaille                           | Nom                                     | Sport      | Compétition               |
| ---------------------------------- | --------------------------------------- | ---------- | ------------------------- |
| Médaille d'argent, Jeux olympiques | Jasna Šekarić                           | Tir        | Pistolet 10 mètres femmes |
| Médaille d'argent, Jeux olympiques | Équipe de Serbie de water-polo masculin | Water-polo | Tournoi masculin          |